# Vellea
Vellea is een geslacht van rechtvleugeligen uit de familie sabelsprinkhanen (Tettigoniidae). De wetenschappelijke naam van dit geslacht is voor het eerst geldig gepubliceerd in 1869 door Walker.

## Soorten
Het geslacht Vellea omvat de volgende soorten:
- Vellea cruenta Burmeister, 1838
- Vellea mexicana Márquez Mayaudón, 1958